# صادق نراقی
صادق نراقی نماینده همدان در مجلس شورای ملی، از بستگان تیمسار فضل‌الله زاهدی و نقش‌آفرینان کودتای ۲۸ مرداد ۱۳۳۲ بود.

## خانواده
صادق از خانواده سرشناس و بانفوذ نراقی در همدان و پدرش حاج محمد عمدةالتجار پسر حاج محمدرضا رئیس‌التجار بود. نیای بزرگ این خاندان، حاج ابوالقاسم معروف به دفتری فرزند علی بابا در زمان پادشاهی محمد شاه قاجار در سال ۱۲۳۰ خورشیدی همراه با برادرانش حسن، استاد آقاجان، حاج محمدرضا و آقا شیر محمد و تنها خواهرش و همچنین چندین نفر از خویشاوندان و خاندان علی بابا نراقی از نراق به همدان کوچید.
این خانواده‌ها و فرزندان و نوادگانشان در همدان به تجارت پرداختند و به ثروت و نفوذ رسیدند. املاک و روستاهایی را نیز صاحب شدند. خانواده‌های رضائی، دفتری، نراقی، رئوفی، قدیری، معینی، رضوانی، نجارزاده، بِهمَرام و زاهدی در همدان از همین نسلند.
در زمانی که رضاشاه با نام رضا خان میرپنج فرمانده آتریاد قزاق همدان بود، با پدر و پدربزرگش ارتباط دوستانه داشت و بارها از پدرش پول قرض کرد. در دوران پادشاهی رضا شاه، پدرش در سال ۱۳۱۴ به نمایندگی همدان در مجلس شورای ملی رسید (دوره دهم) اما عمر نمایندگی‌اش به پنج ماه نکشید.
خانه پدری‌اش در همدان که در اواخر دوره قاجار یا اوائل دوره پهلوی ساخته شده و در خیابان عباس‌آباد، کوچه کبابیان، بن‌بست خوانساری واقع است یکی از آثار ملی ایران به‌شمار می‌رود. اما مالک آن با شکایت به دیوان عدالت اداری، این بنا را از ثبت ملی خارج کرد، بی آنکه نسبت به مرمت آن اقدامی کند.

## کودتای ۲۸ مرداد
صادق نراقی وارد خدمات دولتی شد. با یکی از دختردایی‌هایش ازدواج کرد که خواهرزاده تیمسار فضل‌الله زاهدی بود و به ریاست یکی از ادارات همدان رسید. در ۲۵ مرداد ۱۳۳۲ به دستور زاهدی، صادق نراقی همراه با باجناقش پرویز یارافشار، عموی همسرش ابوالقاسم زاهدی، هرمز شاهرخ‌شاهی و حبیب‌الله نایبی مأمور شدند فرمانی را که شاه برای نخست‌وزیری زاهدی صادر کرده بود، همراه با نامه‌ای که خود زاهدی ضمیمه‌اش کرد، به وزارتخانه‌ها، ادارات دولتی، روزنامه‌ها و مجلات و مؤسسات ملی ابلاغ کنند. چاپ و تکثیر این نامه را نراقی انجام داد.
چند ماه پس از کودتا،  نراقی به عنوان نماینده همدان به مجلس شورای ملی رفت و دو دوره بر کرسی نمایندگی نشست (دوره‌های هجدهم و نوزدهم).